# هیپاتیوس (کنسول در ۵۰۰)

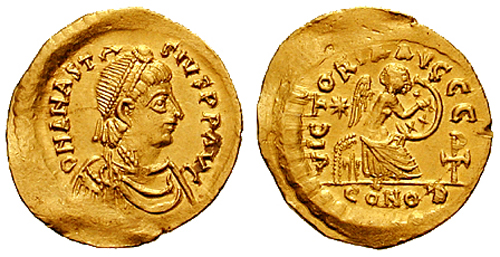
سکه ضرب شده به نام هیپاتیوس

فلاویوس هیپاتیوس ( یونانی: Ὑπάτιος  ; درگذشت ۵۳۲) یک نجیب‌زاده بیزانسی بود که در زمان سلطنکه ضرب شده به نام هیپاتیوست ژوستین اول منصب فرماندهی را در شرق داشت و در جریان شورش‌های نیکا در قسطنطنیه علیه ژوستینین اول توسط اوباش به عنوان امپراتور انتخاب شد و اندکی پس از آن اعدام شد.

## زندگی
هیپاتیوس برادرزاده امپراطور آناستاسیوس اول بود که قبل از ژوستینین حکومت می‌کرد و همچنین از طریق ازدواج با نجیب‌زاده خاندان انیسیا در ارتباط بود که به او وعده جدی برای دیهیم امپراتوری داد. با این حال، هیپاتیوس چنین جاه‌طلبی از خود نشان نداد، و ژوستین و جانشین او بر تاج و تخت بیزانس، ژوستینین اول با او و سایر برادرزاده‌های آناستاسیوس به خوبی رفتار کردند.
در اوج شورش‌های نیکا ، هیپاتیوس به همراه برادرش پومپیوس و پروبوس (برادرزاده دیگر آناستازیوس) از نامزدهای اصلی تاج و تخت سلطنتی بودند. همانطور که مشخص شد که اوباش امپراتور جدیدی می‌خواهند، پروبوس از شهر گریخت و هیپاتیوس و پمپیوس به همراه ژوستینیانوس و بقیه سنای بیزانس در کاخ امپراتوری پناه گرفتند. آنها نمی‌خواستند علیه ژوستینین شورش کنند، زیرا می‌ترسیدند از حمایت مردمی بسیار کمی برخوردار شوند.
با این وجود، ژوستینیانوس از ترس خیانت، مجلس سنا را از کاخ بیرون کرد و بدین ترتیب دو برادر را در آغوش اوباش قرار داد. هیپاتیوس علیرغم تلاش‌های همسرش برای جلوگیری از این امر از خانه‌اش بیرون کشیده شد و توسط اوباش شورشگر درهیپودروم قسطنطنیه به عنوان امپراتور اعلام شد. به نظر می‌رسد هیپاتیوس پس از آن بر اکراه اولیه خود غلبه کرده و شروع به بازی در نقش امپراتور کرده است.
با این حال، شورش‌ها به زودی با موفقیت (اگر خونین) توسط گارد امپراتوری سرکوب شد و هیپاتیوس توسط مردان ژوستینیان دستگیر شد. گزارش شده است که ژوستینین می‌خواست جان هیپاتیوس را نجات دهد، اما همسرش تئودورا برای دیدن مجازات بر او چیره شد و غاصب غیرارادی اعدام شد.

## همچنین ببینید
- جنگ آناستازیان و ویتالیان برای مبارزاتش.